# 謝諤
謝諤（1121年—1194年），字昌國，號艮齋，晚號桂山老人，臨江軍新喻（今江西新余）人。
自幼敏慧，讀書过目不忘。從學郭雍，是程颐再传弟子。文章仿歐陽修。紹興二十七年（1157年）進士，原調峽州夷陵主簿，未至，改撫州樂安縣尉，境内多盗，透過保甲法，使盜賊散去。紹興三十一年，移吉州錄事參軍，知袁州分宜縣。授國子監主簿。擢拔為监察御史。再迁侍御史、右谏议大夫兼侍讲。进讲《尚书》。认为帝王之学应以《尚书》为先。代理工部尚书，不理政事而予俸祿，以示優禮，以焕章阁直学士知名泉州。提举太平兴国宫，晚年归桂山。紹熙五年（1194年）卒，得年七十四。贈通議大夫。著有《圣学渊源》、《诗书解》、《论语解》、《左氏讲义》、《柏台谏垣奏议》等。